# Joshua Reynolds (homme politique)
Joshua Peter Reynolds (né en 1998 ou 1999) est un homme politique libéral démocrate britannique. Il est député de Maidenhead depuis 2024, remportant le siège sur le Parti conservateur après que l'ancienne Première ministre Theresa May se soit retirée aux élections générales. Reynolds est membre du conseil municipal de Windsor et Maidenhead depuis 2019.

## Jeunesse et carrière
Né à Maidenhead, Reynolds fait ses études à la Furze Platt Senior School et obtient un diplôme de l'Université métropolitaine de Cardiff en études commerciales et de gestion. Après avoir quitté l'université, il travaille comme directeur dans une chaîne de supermarchés.

## Carrière politique
Reynolds est élu membre du conseil municipal de Windsor et Maidenhead pour le quartier de Furze Platt lors des élections municipales de 2019. Il est réélu en 2023 et devient membre du cabinet du conseil pour les communautés et les loisirs,. Il démissionne du cabinet en 2024 après son élection au Parlement.
Reynolds est le candidat libéral-démocrate pour la circonscription de Maidenhead aux élections générales de 2019, arrivant deuxième derrière l'ancienne Première ministre Theresa May. Il obtient 24,4 % des voix, soit une augmentation de 13,2 % par rapport à 2017.
May se retire aux élections générales de 2024 et Reynolds est le premier député libéral-démocrate de Maidenhead, battant le candidat du parti conservateur, qui représente la ville depuis plus de 100 ans. Il obtient une majorité de 2 963 voix, renversant une majorité conservatrice de 18 846 voix en 2019.